# فهرست کشورها بر پایه تولید گوجه‌فرنگی
این فهرست تولید گوجه فرنگی کشورها، در سال ۲۰۰۸ بر اساس گزارش فائو اعلام شده‌است.

## بیش از ۱٬۰۰۰٬۰۰۰ تن
| رتبه | کشور                | تولید گوجه فرنگی (تن) |
| ---- | ------------------- | --------------------- |
| ۱    | چین                 | ۳۳٬۹۱۱٬۷۰۲            |
| ۲    | ایالات متحده آمریکا | ۱۳٬۷۱۸٬۱۷۱            |
| ۳    | ترکیه               | ۱۰٬۹۸۵٬۳۵۵            |
| ۴    | هند                 | ۱۰٬۳۰۳٬۰۰۰            |
| ۵    | مصر                 | ۹٬۲۰۴٬۰۹۷             |
| ۶    | ایتالیا             | ۵٬۹۷۶٬۹۱۲             |
| 7    | ایران               | ۵۸۰۰۰۰۰               |
| ۸    | اسپانیا             | ۳٬۹۲۲٬۵۰۰             |
| ۹    | برزیل               | ۳٬۸۶۷٬۶۵۵             |
| ۱۰   | مکزیک               | ۲٬۹۳۶٬۷۷۳             |
| ۱۱   | روسیه               | ۱٬۹۳۸٬۷۱۰             |
| ۱۲   | ازبکستان            | ۱٬۹۳۰٬۰۰۰             |
| ۱۳   | نیجریه              | ۱٬۷۰۱٬۰۰۰             |
| ۱۴   | اوکراین             | ۱٬۴۹۲٬۱۰۰             |
| ۱۵   | یونان               | ۱٬۳۳۸٬۶۰۰             |
| ۱۶   | مراکش               | ۱٬۳۱۲٬۳۱۰             |
| ۱۷   | شیلی                | ۱٬۲۷۰٬۰۰۰             |
| ۱۸   | تونس                | ۱٬۱۷۰٬۰۰۰             |
| ۱۹   | سوریه               | ۱٬۱۶۳٬۳۰۰             |
| ۲۰   | پرتغال              | ۱٬۱۴۷٬۶۰۰             |

## ۱۰۰٬۰۰۰–۱٬۰۰۰٬۰۰۰ تن
| رتبه | کشور             | تولید گوجه فرنگی (تن) |
| ---- | ---------------- | --------------------- |
| ۲۰   | عراق             | ۸۳۰٬۰۰۰               |
| ۲۱   | رومانی           | ۸۱۴٬۳۷۶               |
| ۲۲   | الجزایر          | ۸۰۰٬۰۰۰               |
| ۲۳   | کانادا           | ۷۷۰٬۰۵۹               |
| ۲۴   | ژاپن             | ۷۵۰٬۳۰۰               |
| ۲۵   | ایران            | ۷۳۲٬۵۰۰               |
| ۲۶   | هلند             | ۷۲۰٬۰۰۰               |
| ۲۷   | فرانسه           | ۷۱۴٬۶۳۵               |
| ۲۸   | لهستان           | ۷۰۲٬۵۴۶               |
| ۲۹   | آرژانتین         | ۶۸۰٬۰۰۰               |
| ۳۰   | اندونزی          | ۶۲۴٬۴۲۰               |
| ۳۱   | اردن             | ۶۰۰٬۳۳۶               |
| ۳۲   | کوبا             | ۵۷۵٬۹۰۰               |
| ۳۳   | کنیا             | ۵۵۹٬۶۸۰               |
| ۳۴   | قزاقستان         | ۵۴۹٬۳۱۰               |
| ۳۵   | پاکستان          | ۵۳۶٬۲۱۷               |
| ۳۶   | کلمبیا           | ۴۹۰٬۹۲۹               |
| ۳۷   | عربستان سعودی    | ۴۷۷٬۵۷۲               |
| ۳۸   | جمهوری آذربایجان | ۴۳۸٬۴۱۹               |
| ۳۹   | سودان            | ۴۳۲٬۰۰۰               |
| ۴۰   | آفریقای جنوبی    | ۴۲۰٬۷۰۱               |
| ۴۱   | اسرائیل          | ۴۲۰٬۵۲۴               |
| ۴۲   | کامرون           | ۴۲۰٬۰۰۰               |
| ۴۳   | کره جنوبی        | ۴۰۸٬۱۷۰               |
| ۴۴   | گواتمالا         | ۳۵۵٬۴۳۴               |
| ۴۵   | ترکمنستان        | ۳۱۰٬۰۰۰               |
| ۴۶   | لبنان            | ۳۰۵٬۳۰۰               |
| ۴۷   | استرالیا         | ۲۹۶٬۰۳۵               |
| ۴۸   | ارمنستان         | ۲۹۳٬۷۸۴               |
| ۴۹   | بلاروس           | ۲۷۴٬۱۳۹               |
| ۵۰   | تایلند           | ۲۷۰٬۰۰۰               |